# Fortaleza de São Pedro da Barra de Luanda
A Fortaleza de São Pedro da Barra de Luanda localiza-se no antigo morro de Cassandama, atual bairro de Angola Quiluanje, na cidade de Luanda, província de Luanda, em Angola.

## História
Em 1663, Afonso VI de Portugal (1656-1667) determinou o reforço da defesa da barra do porto de Luanda. Isso significa que, embora a Fortaleza de São Pedro da Barra date de 1703, uma primitiva estrutura já existia naquele local.
Ao longo de sua história, a Fortaleza de São Pedro da Barra foi utilizada como entreposto de escravos em trânsito para o continente Americano.
As ruínas do forte foram classificadas como Monumento Nacional pelo Decreto Provincial n° 1.057, de 9 de Setembro de 1932.
Actualmente encontra-se em precárias condições de conservação. De propriedade do Estado encontra-se afectada ao Ministério da Defesa e ao Ministério da Cultura.